# John Wayne (banda)
John Wayne é uma banda brasileira de metalcore formada em 2009 no bairro de Perus, na cidade de São Paulo. Reconhecida por mesclar peso, melodia e letras introspectivas, a banda consolidou-se como um dos nomes relevantes do metal moderno nacional, tendo participado de festivais como o Rock in Rio e Summer Breeze Brasil.

## História
O grupo foi criado por amigos de longa data que compartilhavam o interesse por música pesada e buscavam inovar na cena do metal nacional. O nome “John Wayne” faz referência ao serial killer norte-americano John Wayne Gacy, e não ao ator homônimo, como muitos acreditam. Segundo o guitarrista Rogério Torres, a escolha do nome teve como intenção provocar reflexão e não glorificar crimes, funcionando como uma crítica social à cultura de idolatria de figuras controversas.
A história da banda também foi destacada em veículos como o blog Z0mbies Are Coming, que ressaltou sua proposta sonora e evolução ao longo dos anos.
Em 2012, lançaram o álbum Tempestade, que chamou atenção da mídia especializada por sua sonoridade pesada e produção independente. Em 2015, lançaram Dois Lados – Parte I, com produção mais refinada e letras densas. A banda já se apresentou ao lado de nomes nacionais e internacionais e participou do programa Pegadas de Andreas Kisser, da rádio 89 FM.
Em 2021, o vocalista Fábio Figueiredo (Fah) faleceu vítima de complicações causadas pelo COVID-19. Em sua homenagem, a banda realizou o evento Fah Memorial no Fabrique Club, com 16 vocalistas convidados da cena nacional, posteriormente lançado como álbum em 2025.

## Estilo musical
A banda tem como base o metalcore, com elementos de groove metal e hardcore. Suas letras abordam temas existenciais, conflitos internos e crítica social. A sonoridade é marcada por vocais guturais, alternância com partes melódicas e riffs pesados.

## Integrantes

### Formação atual
- Rogério Torres – Guitarra (2009–presente)
- Edu Garcia – Bateria (2013–presente)
- Junior Medeiros – Guitarra (2009–presente)
- Denis Dallago – Baixo (2009–presente)
- Guilherme Chaves – Vocais (2018–presente)

### Ex-integrantes
- Fábio “Fah” Figueiredo – vocais (2009–2018 †)

## Discografia

### Álbuns de estúdio
- Tempestade (2012)
- Dois Lados – Parte I (2015)
- Purgatório (2019)

### EPs
- John Wayne EP (2011)

### Singles
- Vida (2016)
- Mariana (2017)
- Aliança, Pt. II (2018)
- Semblantes (2023)
- Reconectar (2023)

### Álbuns/EPs ao vivo
- Boomer Sessions (2017)
- John Wayne no Estúdio Showlivre (2018)
- Brutal Session (2021)
- Fah Memorial (2025)